# جيمي رايت (لاعب كرة سلة)
جيمي رايت (بالإنجليزية: Jim Wright)‏ (و. 1959  م) هو لاعب كرة سلة، وممثل أمريكي، ولد في كاليفورنيا، مركز لعبه هو وسط.

## روابط خارجية
- جيمي رايت على موقع سبورتس رفرنس (الإنجليزية)
- جيمي رايت على موقع الدوري الإسباني لكرة السلة (الإسبانية)
- جيمي رايت على موقع كلية كرة السلة في سبورتس رفرنس.كوم (الإنجليزية)
- جيمي رايت على موقع ريلجم (الإنجليزية)
- جيمي رايت على موقع سبورتس رفرنس (الإنجليزية)